# Barapasaurus
Barapasaurus este un dinozaur cu gâtul lung (erbivor) ce face parte din familia sauropodelor ("cu gâtul lung" în traducere).
Barapasaurus avea o lungime de aproximativ 14 de metri (59 ft),  și cântărea aproximativ 48 de tone. 

## Etimologie

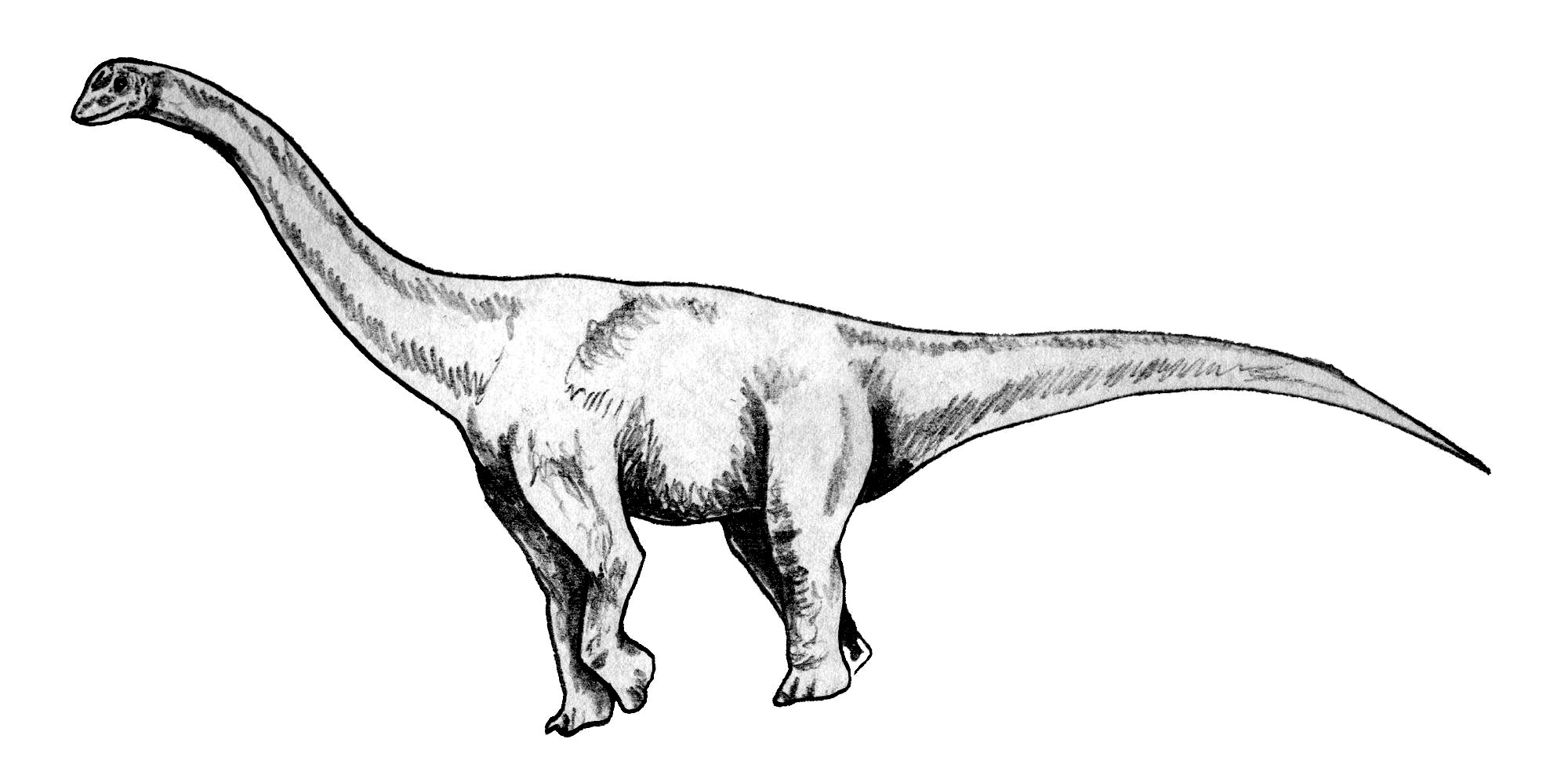
Barapasaurus

Numele de Barapasaurus provine de la cuvintele bara (mare, în hindi), pa (picior în hindi) și sauros (șopârlă, în grecește).Astfel, Barapasaurus se traduce șopârla cu picioare mari.

## Descriere
Deși Barapasaurus este un sauropod timpuriu, el are construcția tipică unui sauropod din Jurasicul Târziu: vertebrele cervicale alungite (ceea ce duce la formarea unui gât lung), trunchi scurt și postură patrupedă.Chiar și mărimea (aproximativ 14 metri), este comparabilă cu mărimea sauropozilor mai târzii.

## Descoperire
Toate fosilele cunoscute provin din apropierea satului Pochampalli din Maharashtra, India.Prima fosilă a fost descoperită în anul 1958, dar cele mai multe exemplare au fost descoperite între 1960 și 1961.În 1975, descoperirile sun descrise științific de paleontologul Sohan Jain și de către colegii săi.În 2010, o descriere și mai detaliată a fost publicată de Bandyopadhyay.

## Habitat
Barapasaurus a trăit în zonele cu lut și gresie, care aparțin de partea inferioară a Formațiunii Kota.Alte vertebrate ale acestei părți sunt un alt sauropod, Kotasaurus, precum și mamiferele Kotatherium, Indotherium și Indozostrodon.În partea superioară a Formațiunii Kota trăiau în plus un pterozaur, o broască țestoasă, două rhynchocephalians, un lepidosaur și unele mamifere.